# Funkschlüssel C
Funkschlüssel C war die militärische Bezeichnung einer Rotor-Chiffriermaschine und zugleich der Deckname des mit ihrer Hilfe umgesetzten Maschinenschlüsselverfahrens, das die deutsche Reichsmarine in den Jahren 1926 bis 1934 verwendete.

## Geschichte
Zum Einsatz gelangte hier eine spezielle Variante eines frühen Modells der später, während des Zweiten Weltkriegs (1939–1945), für die Wehrmacht in Stückzahlen von mehreren Zehntausend gefertigten „Enigma“-Maschine.
In der Mitte des Jahres 1925 führte die Chiffriermaschinen Aktiengesellschaft (ChiMaAG) mit Sitz in Berlin als leicht verbesserte Nachfolgerin der Enigma‑B aus dem Jahr 1924, die Enigma‑C ein. Zu beiden Modellen (B und C) wurden auf Kundenwunsch spezielle Varianten angeboten und auch hergestellt. Ein Beispiel ist die „schwedische“ Enigma‑B mit dem im schwedischen Alphabet verwendeten speziellen Buchstaben Å, die am 13. November 1924 von der ChiMaAG dem schwedischen Generalstab angeboten worden war.
Am 26. August 1925 bestellte der damalige Korvettenkapitän Günther Guse (ein späterer Admiral der Kriegsmarine), für die deutsche Reichsmarine im Geheimen fünfzig Exemplare des Funkschlüssels C. Außer den 26 Großbuchstaben des lateinischen Alphabets konnte dieses Modell auch die drei Umlaute (Ä, Ö und Ü) ver- und entschlüsseln, also insgesamt 29 Buchstaben. Aufgrund des Funktionsprinzips der Maschine, unter anderem gekennzeichnet durch die Involutorik, also die paarweise reziproke Zuordnung von Klar- und Geheim-Buchstaben, musste hier, aufgrund der ungeraden Anzahl (29) von Zeichen, ein Buchstabe gesondert behandelt werden. Man entschied sich, den Buchstaben „X“ unverschlüsselt zu lassen und nur die anderen 28 Buchstaben zu „schlüsseln“ (zusammenfassender Begriff für verschlüsseln und entschlüsseln). Die Rotoren der Maschine, im Jargon „Walzen“ genannt, besaßen also nur 28 Kontakte, während Tastatur und Anzeige über 29 Buchstaben verfügten.
Wie bei den meisten Enigma-Modellen, bestand auch hier der Walzensatz aus drei nebeneinander angeordneten Rotoren, deren Reihenfolge („Walzenlage“) durch den Anwender geändert (permutiert) werden konnte. Bei drei Walzen zur Auswahl gab es 3 × 2 × 1 = 6 mögliche Walzenlagen. Kapitän Guse entschied, statt nur drei besser fünf Walzen, mit römischen Zahlen (I, II, III, IV und V) durchnummeriert, zu bestellen, um so die Anzahl der möglichen Walzenlagen auf 5 × 4 × 3 = 60 zu verzehnfachen. In den ersten Jahren (ab 1926) waren die 28 Drehpositionen jeder einzelnen der fünf Walzen unterschiedlich beschriftet, wohl um Verwechslungen vorzubeugen:
```
        
01 02 03 04 05 06 07 08 09 10 11 12 13 14 15 16 17 18 19 20 21 22 23 24 25 26 27 28

I
        A  Ä  B  C  D  E  F  G  H  I  J  K  L  M  N  O  P  Q  R  S  T  U  Ü  V  W  X  Y  Z

II
       1  2  3  4  5  6  7  8  9 10 11 12 13 14 15 16 17 18 19 20 21 22 23 24 25 26 27 28

III
     31 32 33 34 35 36 37 38 39 40 41 42 43 44 45 46 47 48 49 50 51 52 53 54 55 56 57 58

IV
      61 62 63 64 65 66 67 68 69 70 71 72 73 74 75 76 77 78 79 80 81 82 83 84 85 86 87 88

V
       AA AÄ AB AC AD AE AF AG AH AI AJ AK AL AM AN AO AP AQ AR AS AT AU AÜ AV AW AX AY AZ
```

Später, spätestens ab 1933, waren alle Walzen einheitlich beschriftet, und zwar mit den 26 Standard-Buchstaben (A–Z) plus Ä und Ü (ohne Ö) in der Form wie oben für die Walze I.
Die Umkehrwalze (UKW) konnte beim Funkschlüssel C zwar nicht rotieren (wie etwa beim späteren Modell G), jedoch vom Anwender herausgenommen und in eine von vier um 90° versetzte Orientierungen eingesetzt werden. Die vier Orientierungen waren mit griechischen Buchstaben als „α“ (Alpha), „β“ (Beta), „γ“ (Gamma) und „δ“ (Delta) bezeichnet und wurden als Teil des Schlüssels genutzt.
Nach Indienststellung der Enigma I durch das Reichsheer der Weimarer Republik zum 1. Juni 1930 folgte im Jahr 1934 die Reichsmarine (zum 1. Juni 1935 umbenannt in Kriegsmarine) des Deutschen Reichs mit Einführung der Enigma-M1, die über ein Steckerbrett verfügte. Diese erhielt die militärische Bezeichnung Funkschlüssel M und löste den Funkschlüssel C ab.